# Zvonimir Brumnić
Zvonimir Brumnić (Funčići, 8. listopada 1912. – Lovrečica kraj Umaga, 18. veljače 1999.) bio je hrvatski svećenik.

## Životopis
Brumnić je rođen 8. listopada 1912. u selu Funčići na Lindaršćini od oca Antuna i majke Josipe, rođene Ladavac. Roditelji su mu bili poljodjelci s dvanaestero djece. Hrvatsku je osnovnu školu, 4 razreda, polazio od 1919. do 1923. u selu Bazgalji. Nakon osnovnoga školovanja otišao je u koparsko sjemenište. Tu je maturirao 1930. Tada se upisao u Goričku bogosloviju i diplomirao 1934.
Već 1935. postavljen je za prefekta u Koparskome sjemeništu. Bio je to prvi Hrvat na toj dužnosti.
Od Bože Milanovića, kapelana u župi sv. Ivana u Trstu, preuzimao je hrvatske časopise i širio ih među sjemeništarcima kojima je predavao i hrvatski jezik. Dakako, sve to radio je potajice da ga ne uhvate fašisti.
Godine 1938. imenovan je župnikom u selu Zrenju u gornjoj Bujštini, a potom u Tinjanu.
Godine 1942. kao župnik u Tinjanu povezao se s NOP-om preko Ljube Drndića i od tada je stalno surađivao s političkim aktivistima na tinjanskome području. Svjesno je pristupio NOP-u uvjeren da je došao trenutak da se potlačena Istra oslobodi i priključi matici zemlji - Hrvatskoj. Političkim aktivistika davao je dragocjene podatke i informacije. Dobro je poznavao svoju župu, bio je cijenjen svećenik u tome kraju.
U crkvi je s oltara govorio vjernicima: "Pomognite putnicima i dajte hrane potrebnima."
Svi su znali i dobro ga razumjeli da je zapravo riječ o partizanima. Sâm je dao svoj ciklostil za umnožavanje dopisa, dao ga je NOP-u i ustupio uvezane sveske Naše sloge da borci čitaju hrvatsku riječ o borbi za slobodu Istre.
U vrijeme sveopćega ustanka u rujnu 1943. svećeniku Brumniću povjereni su ključevi općinske zgrade iz koje je izdavao skrivene živežne namirnice i drugu robu na zahtjev i uz dopuštenje narodnih vlasti istarskih partizana.
Sudjelovao je na zasjedanju Istarskoga sabora u Pazinu 25. rujna 1943. U diplomatskome djelovanju jedan je od potpisnika Memoranduma istarskoga svećenstva Međunarodnoj komisiji. U njemu se tražilo priključenje Istre Jugoslaviji i matici zemlji Hrvatskoj.
Nakon dočekane slobode, bio je župnik u Gologorici i Oprtlju, potom do smrti u Lovrečici.
U svim knjigama o povijesnome Saboru 25. rujna 1943. u Pazinu spominje se dalokosežni zaključak na prijedlog Zvonimira Brumnića, župnika u Tinjanu: "Da se u svim crkvama i školama ponovno uvede hrvatski jezik, da se uvede hrvatsko bogoslužje i obnove imena i natpisi koje su talijanski fašisti uklonili. Talijani, koji su pak došli u Istru poslije 1918. godine zato da bi je odnarodili - imaju se vratiti odakle su došli, dakle natrag u Italiju."...